# Tomaspis solita
Tomaspis solita är en insektsart som beskrevs av Melichar 1915. Tomaspis solita ingår i släktet Tomaspis och familjen spottstritar. Inga underarter finns listade i Catalogue of Life.